# Ctenodiscus orientalis
Ctenodiscus orientalis is een kamster uit de familie Ctenodiscidae.
De wetenschappelijke naam van de soort werd in 1913 gepubliceerd door Walter Kenrick Fisher.